# Microterys tianshanicus
Microterys tianshanicus är en stekelart som beskrevs av Sugonjaev 1971. Microterys tianshanicus ingår i släktet Microterys och familjen sköldlussteklar.
Artens utbredningsområde är Kazakstan. Inga underarter finns listade i Catalogue of Life.